# Our world belongs to God
Our world belongs to God is een geloofsbelijdenis van de Christian Reformed Church in Noord-Amerika (CRCNA of CRC) is een protestants-christelijk kerkgenootschap in de Verenigde Staten en Canada. 
In 1986 formuleerde de CRC een geloofsbelijdenis met de naam "Our world belongs to God", waarin actuele onderwerpen als secularisatie, individualisme en seksualiteit aan bod kwamen. Deze onderwerpen werden gezien als "unieke geloofsuitdagingen die de tijd waarin we leven ons stelt". Hoewel deze geloofsbelijdenis geen confessionele status heeft, is het bedoeld om op een hymneachtige manier uitdrukking te geven aan de overtuigingen van de CRC binnen het erfgoed van de gereformeerde belijdenissen, met name met betrekking tot kwesties waarmee de kerk in die tijd werd geconfronteerd. De belijdenis werd in 2008 herzien en bijgewerkt. 
Een commissie van de Nederlandse Gereformeerde Kerken vertaalde de belijdenis naar het Nederlands voor gebruik binnen het kerkgenootschap.